# Pike Creek, Delaware
Pike Creek är en ort (CDP) i New Castle County, i delstaten Delaware, USA. Enligt United States Census Bureau har orten en folkmängd på 7 898 invånare (2010) och en landarea på 7,1 km².